# الاتحاد السعودي للدراجات
الاتحاد السعودي للدراجات، هو الجهة الراعية لرياضة ركوب الدراجات في المملكة العربية السعودية، يرأسه عبد الله بن علي الوثلان ، ويشرف عليه اللجنة الأولمبية العربية السعودية ووزارة الرياضة، تأسس في عام 1963، للاتحاد عدد من مراكز التدريب في بعض مناطق المملكة مثل مركز تدريب حائل، مركز تدريب جازان، مركز تدريب المدينة المنورة، ويقيم عدد من البطولات الداخلية والخارجية داخليًا مثل بطولة “درع الاتحاد” وخارجيًا مشاركة المنتخب السعودي للدراجات في المعسكرات الدولية.

## وصلات خارجية
- الموقع الرسمي